# Eurytoma philager
Eurytoma philager är en stekelart som först beskrevs av Walker 1839.  Eurytoma philager ingår i släktet Eurytoma och familjen kragglanssteklar. Inga underarter finns listade i Catalogue of Life.